# Анджапарідзе Георгій Несторович
Георгій (Гізо) Несторович Анджапарідзе (груз. გიორგი (გიზო) ნესტორის ძე ანჯაფარიძე; 1887–1937) — грузинський юрист, політик, депутат Установчих зборів Грузії.

## Біографія
Георгій Анджапарідзе народився 9 січня 1887 року в селі Кіція Сенакського району. Закінчив Батумську чоловічу гімназію і продовжив навчання в на юридичному факультеті Московського університету. Був членом Російської соціал-демократичної робітничої партії з 1905 року і брав участь в революційних виступах. У 1913 році після повернення в Грузію і працював адвокатом. Захищав аджарців, затриманих за демонстрації між 1915—1916 роками.
Після Лютневої революції 1917 року очолював Батумську Раду робітничих і солдатських депутатів. Перебував на посаді до 1 квітня 1918 року, до окупації Батумі османською армією. У листопаді 1917 році був обраний членом Національної ради Грузії, з лютого 1918 року депутатом Закавказького сейму. 26 травня 1918 року підписав Акт проголошення незалежності Грузії. У 1918 році був депутатом парламенту Грузії, з серпня — представником уряду Грузії в Сочинському окрузі. 12 березня 1919 року став депутатом Установчих зборів Грузинської Демократичної Республіки за списком Грузинської соціал-демократичної робітничої партії. 4 вересня 1920 року обраний мером Батумі.
3 травня 1921 року заарештований разом з іншими керівниками партії під час окупації Грузії радянською владою. Перебував у в'язниці до липня 1922 року. Вдруге його заарештували 16 вересня того ж року в Сурамі. 20 жовтня його знову звільнили з зобов'язанням покинути Грузію, але пізніше йому дозволили залишитися.
Брав участь в організації антирадянського повстання 1924 року, але через тиск на сім'ю здався органам ЧК. У 1925 році його засудили разом з 46 іншими політичними в'язнями до 5 років ув'язнення. Відтоді його кілька разів заарештовували, знову ж таки за звинуваченнями в антирадянській діяльності. Був висланий до Сибіру, жив у місті Тара, селі Жигалове, працював економістом-плановиком, бухгалтером.
5 грудня 1937 року, під час відбування покарання в Іркутській області, був засуджений до розстрілу. Його розстріляли в Іркутську 14 грудня 1937 року.
Реабілітований 30 листопада 1957 року.